# Diego Ramírez de Guzmán (obispo de Catania)
Diego Ramírez de Guzmán (- Catania, 23 de octubre de 1508) fue obispo de Catania, Italia, desde el 26 de junio de 1500, hasta su muerte,
Siendo deán de la catedral de Sevilla, fue promovido a obispo de Lugo, España, el 7 de febrero de 1500, desde donde pasó enseguida a la archidiócesis de Catania.
En el obispado de Catania, sustituyó al obispo español Francisco Desprats, que había sido ocupado el puesto del 14 de febrero de 1498 hasta el 9 de febrero de 1500, que anteriormente había sido obispo de Astorga (España). Fue sustituido por el fraile aragonés, Jaime de Conchillos, nombrado obispo de Catania el 25 de febrero de 1509, y fue nombrado obispo de Lérida, el 1 de octubre de 1512, bajo el mandato de su señor, el rey Fernando II de Aragón, rey de Nápoles y rey de Sicilia, entre otros títulos.
Diego Ramírez de Guzmán, como obispo de Lugo, sucedió al español Alonso Suárez de la Fuente del Sauce que estuvo en el cargo del 4 de diciembre de 1495 hasta el 7 de febrero de 1500.
Debido a las actuaciones de los inquisidores Diego Rodríguez de Lucero y posteriormente Diego de Deza, que provocaron desórdenes y revueltas en Córdoba, en 1506, Felipe el Hermoso ordenó suspender los procesos del Santo Oficio que se hallaban en curso y subdelegó el cargo de inquisidor general en Diego Ramírez de Guzmán el 31 de mayo de 1506. Tras la muerte del monarca ese mismo año, aunque Deza intentó infructuosamente recuperar la dignidad de inquisidor general, finalmente, en 1507 Fernando el Católico nombró para el cargo al cardenal Cisneros.
| Predecesor: Francisco Desprats                   | Obispo de Catania 1498 – 1500  | Sucesor: Jaime de Conchillos           |
| Predecesor: Alonso Suárez de la Fuente del Sauce | Obispo de Lugo 1500            | Sucesor: Pedro Ribera                  |
| Predecesor: Diego de Deza                        | Inquisidor general 1506 - 1507 | Sucesor: Francisco Jiménez de Cisneros |